# Feromonas de las abejas domésticas
Las feromonas de las abejas domésticas (Apis mellifera) son mezclas de sustancias químicas producidas por abejas individuales dentro de su colonia o fuera de ella que producen cambios en la fisiología y comportamiento de otras abejas.

## Introducción
La abeja doméstica (Apis mellifera) tiene uno de los sistemas de comunicación por medio de feromonas más complejos encontrados en la naturaleza. Se conocen quince glándulas que producen un número de compuestos químicos. Estos mensajeros químicos son segregados por la reina, los zánganos y las obreras, por adultos y por larvas, e inducen respuestas en otros miembros de la colonia. Los mensajes químicos son percibidos por las antenas u otras partes del cuerpo. Son producidos como un compuesto volátil o no volátil, estos últimos son transmitidos por contacto directo.

Una feromona puede ser una sustancia química o una mezcla compleja de varias o muchas sustancias químicas en ciertos porcentajes diferent.

## Tipos de feromonas

### Feromona de alarma
Se han identificado dos feromonas de alarma principales en las abejas obreras. Una es producida por la glándula de Koschevnikov, cerca de la base del aguijón; consiste de 40 compuestos químicos que incluyen acetato de isoamilo (IPA), acetato de butilo, 1-hexanol, n-butanol, 1-octanol, acetato de hexilo, acetato de octilo, n-acetato de pentilo y 2-nonanol. Estos compuestos tienen bajo peso molecular, son muy volátiles y parecen ser específicos de todas las feromonas. Esta feromona de alarma se libera cuando la abeja pica a un animal y sirve para atraer a otras abejas al lugar y las lleva a actuar en forma defensiva, picar o atacar. Tiene olor a bananas. El humo puede enmascarar a la feromona de alarma.
La otra feromona de alarma es producida por glándulas mandibulares y consiste de 2-heptanona, que también es altamente volátil. Tiene un efecto repelente y se ha propuesto que es usada para alejar a enemigos potenciales y a abejas ladronas. La cantidad de 2-heptanona aumenta con la edad de la abeja y es más alta en las pecoreadoras o forrajeras. Por eso se piensa que las forrajeras la usan para marcar lugares ya visitados donde queda poco material útil. Es una forma de avisar a las compañeras que no pierdan tiempo visitando ese sitio. Ahora se cree que esto es falso. Descubrimientos recientes indican que las abejas usan 2-heptanona como un anestésico para paralizar a los intrusos. Después de que el intruso esté paralizado, se lo puede sacar de la colmenta.

### Feromona de reconocimiento de la cría
La feromona del reconocimiento de la cría impide que las abejas obreras tengan crías. Tanto las larvas como las pupas emiten una feromona de reconocimiento de las crías. Esto inhibe el desarrollo de los ovarios de las obreras y ayuda a las abejas nodrizas a distinguir las larvas y pupas de obreras de las de zánganos. Esta feromona es una mezcla de diez componentes ésteres de ácidos grasos, que también modula las proporciones de castas y la ontogenia de forrajeras. Se ha comprobado que los componentes de esta feromona varían con la edad de la larva en desarrollo. Una hormona de cría fue inventada por Yves Le Conte, Leam Sreng, Jérome Trouiller, y Serge Henri Poitou y patentada en 1996.

### Feromona de zánganos
Los zánganos producen una feromona que atrae a otros zánganos que andan volando, así forman agrupaciones que sirven para atraer a las reinas vírgenes con las que se aparean.

### Feromona de la glándula de Dufour
La glándula de Dufour (nombrada en honor del naturalista francés Léon Dufour) se abre en la pared vaginal dorsal. No se sabe mucho de esta glándula y sus funciones. La glándula secreta productos alcalinos en la cavidad vaginal y se piensa que es depositada en los huevos cuando son puestos. Las secreciones de la glándula de Dufour permiten a las obreras distinguir huevos puestos por la reina, que son atractivos, de huevos puestos por obreras. El complejo de hasta 24 compuestos químicos es diferente en obreras de colonias con reinas y sin reinas. En las colmenas sin reinas. En las colonias donde falta la reina, la glándula de Dufour de las obreras produce una feromona similar a la producida por la reina.

### Feromona marcadora de huevos
Esta feromona, similar a la feromona anterior, ayuda a las abejas nodrizas a distinguir los huevos depositados por la reina y los depositados por abejas obreras.

### Feromona de huellas
Esta feromona es depositada por las abejas al caminar y potencia a la feromona de Nasonov en la búsqueda de néctar. En la reina es una secreción aceitosa de las glándulas tarsales y es depositada en el panal cuando pasa por el. Inhibe la construcción de celdillas reales, y por lo tanto la formación de enjambres. La producción de esta feromona disminuye con la edad.

### Feromona de pecoreo
El oleato de etilo emitido por las pecoreadoras retarda la maduración de las abejas nodrizas. Esta hormona cebadora sirve como un regulador para  mantener la proporción de nodrizas y pecoreadoras en el equilibrio más beneficioso para la colmena.

### Feromona de Nasonov
La feromona de Nasonov  es producida por las abejas obreras y usada para orientación y reclutamiento. Incluye un número de terpenoides como geraniol, ácido nerólico, citral y ácido geránico.

### Otras feromonas
Otras feromonas producidas por la mayoría de las abejas incluyen la feromona de la glándula rectal, feromona tarsal, feromona de la cera y panal y feromona de la glándula de terguitos.

## Feromonas de la abeja reina

### Feromona mandibular de la reina
La feromona mandibular de la reina  (QMP, por sus siglas en inglés) es uno de los conjuntos de feromonas más importantes de la colmena. Afecta el comportamiento social, el mantenimiento de la colmena, formación de enjambres, comportamiento de apareo e inhibición de los ovarios de las abejas obreras. Tiene efectos a corto y a largo plazo. Algunos de los compuestos químicos son ácidos carboxílicos y compuestos aromáticos.
Keith N. Slessor, Lori-ann Kaminski, Gaylord G. S. King, John H. Borden, and Mark L. Winston han creado feromonas sintéticas; su trabajo fue patentado en 1991.  Feromona mandibular sintética (QMP) una mezcla de cinco componentes: 9-ODA, (−)-9-HDA, (+)-9-HDA, HOB y HVA en una proporción de 118:50:22:10:1.

### Feromona del cortejo de la reina
Se han identificado los siguientes compuestos: de los cuales solo el alcohol coniferílico se encuentra en las glándulas mandibulares. La combinación de cinco compuestos "QMP" y de cuatro "QRP" son llamados feromonas del cortejo de la reina. Estos nueve compuestos químicos son importantes en la atracción que la reina ejerce sobre las obreras.
- Oleato de metilo[12]
- Alcohol coniferílico[13]
- Alcohol cetílico[14]
- Ácido alfa-linolénico[15]

### Otros
La reina también tiene una abundancia de varios ésteres ácidos grasos etílicos y metílicos, similares a las feromonas de reconocimiento de la cría ya mencionadas. Es posible que realicen funciones de feromonas similares a estas.